# إزيكييل أفيلا
إزيكييل أفيلا (بالإسبانية: Ezequiel Ávila) (6 فبراير 1994 بروساريو في الأرجنتين - ) هو لاعب كرة قدم أرجنتيني في مركز الوسط. لعب مع إسبانيول وتيرو فيديرال وروزاريو سنترال.

## وصلات خارجية
- إزيكييل أفيلا على موقع الاتحاد الأوربي (الإنجليزية)
- إزيكييل أفيلا على موقع قاعدة بيانات كرة القدم.إي يو (الإنجليزية)
- إزيكييل أفيلا على موقع Soccerway.com (الإنجليزية)
- إزيكييل أفيلا على موقع عالم كرة القدم.نت (الإنجليزية)